# Psilochorema folioharpax
Psilochorema folioharpax är en nattsländeart som beskrevs av Mcfarlane 1956. Psilochorema folioharpax ingår i släktet Psilochorema och familjen Hydrobiosidae. Inga underarter finns listade i Catalogue of Life.